# ルクソーJr.
『ルクソーJr.』（ルクソージュニア、英語: Luxo Jr.）は、1986年にピクサー・アニメーション・スタジオが製作した短編CG映画作品。1986年のアカデミー短編アニメ賞にノミネートされ、ベルリン国際映画祭では短編部門の銀熊賞を受賞。2014年にはアメリカ国立フィルム登録簿に登録された。
「ルクソーJr.」は同作に登場する電気スタンドのキャラクター名でもあり、『トイ・ストーリー』以後のピクサー作品のオープニングロゴにも登場している。

## 概要
ジョン・ラセターがピクサー・アニメーション・スタジオで初めて監督を務めた作品で、アカデミー賞にノミネートされた最初のピクサー作品でもある。CG映画としては初めてアカデミー賞にノミネートされた作品でもあり、以後、記念碑的な意味として「電気スタンドが照らすボール」はピクサー作品のどこかに必ず登場している。
当時のピクサーは、医療や政府機関を顧客とするデジタル合成とデジタル形式でのアナログ写真再現技術を備えたハードウェア「ピクサー・イメージ・コンピュータ」を開発する会社であった。当時のピクサーでは120人の従業員がいたが、アニメ制作に携わっていたのはジョン・ラセターを含めて5人だった。本作は映像処理技術のデモという側面もあり、映画館ではなく、1986年8月17日に開催されたSIGGRAPHで初公開される。ルクソーJr.が子供特有の動きで柔らかく飛び跳ねたりするといったような優れた技術で多くの注目を集めた。当時のピクサー社長兼CEOであるエド・キャットマルは本作を見た人が「コンピューターアニメーションとはこういうものだったんだ」と語ったと伝えている。
電気スタンドの物理的な特徴は生かしつつ、まるで生きているかのように飛び跳ねたり、クビを動かしたりと動く姿は、ピクサーの神髄とも言える。本作が第59回アカデミー賞の短編アニメ部門にノミネートされたことから、CGによるアニメ映画の存在と可能性は、世界の知るところとなった。ピクサーではこの2年後、1988年の短編映画『ティン・トイ』がアカデミー賞短編アニメ賞を受賞することになる。

## あらすじ
電気スタンドの親子がボール遊びをする。